# Kípoi
Kípoi är en ort i Grekland.   Den ligger i prefekturen Nomós Évrou och regionen Östra Makedonien och Thrakien, i den nordöstra delen av landet, 400 km nordost om huvudstaden Aten. Kípoi ligger 44 meter över havet och antalet invånare är 358.
Terrängen runt Kípoi är platt. Runt Kípoi är det ganska tätbefolkat, med 54 invånare per kvadratkilometer. Närmaste större samhälle är Tycheró, 8,5 km norr om Kípoi. Trakten runt Kípoi består till största delen av jordbruksmark.